# Federico Marretta
Federico Marretta (ur. 9 sierpnia 1990 w Castelvetrano) – włoski siatkarz, grający na pozycji przyjmującego. 

## Sukcesy klubowe
Superpuchar Włoch:
- 2009

Schenker League:
- 2015